# Cinema da década de 2010
Sem muitas diferenças com o cinema da década anterior, o cinema da década de 2010 pode ser considerado uma "continuação" do antigo. É a década que mantém oito dos filmes atualmente contidos na lista das dez maiores bilheterias da história do cinema, sendo esses filmes Star Wars: O Despertar da Força, Jurassic World, Os Vingadores, Velozes e Furiosos 7, Vingadores: Era de Ultron, Harry Potter e as Relíquias da Morte: Parte 2, Frozen, Minions, e Homem de Ferro 3 (e com a maioria destes tendo sido lançados em 2015. Pode ser destacada como a década que deu início à "explosão" dos Universos Cinematográficos, com o enorme sucesso comercial de Os Vingadores, em 2012, assim como de todo o Universo Marvel Cinematográfico. Com a maior democratização das câmeras digitais, há um constante crescimento no número de filmes independentes nessa década, desde filmes de terror, como A Bruxa, ou documentários, como Quebrando o Tabu. A popularização de serviços de streaming de vídeos, como a Netflix e até mesmo o Youtube fez com que diversas produções sem muito apelo comercial pudessem ser veiculadas facilmente.

## 2010
The Hurt Locker vence o Oscar de Melhor Filme. A DreamWorks Animation se torna o primeiro estúdio de animação a lançar três filmes animados de computador em um único ano (2010): How to Train Your Dragon, Shrek para Sempre, Megamind. Despicable Me, o primeiro filme de Illumination Entertainment, é lançado. Toy Story 3 da Pixar se torna o primeiro filme de animação a ganhar US $ 1 bilhão de dólares em todo o mundo nas bilheterias.

## 2011
O Discurso do Rei vence o Oscar de Melhor Filme, além de outros 3 Prêmios da Academia. A saga Harry Potter chega ao fim nos cinemas, com Harry Potter e as Relíquias da Morte: Parte 2, se tornando a maior franquia de filmes da história até o momento. A Árvore da Vida, de Terrence Malick, vence a Palma de Ouro no Festival de Cannes.

## 2012
O Artista vence o Oscar de Melhor Filme, além de outras 4 estatuetas. O Universo Cinematográfico Marvel se estabelece definitivamente, com o lançamento de Os Vingadores, que assume a terceira maior bilheteria de toda a história do cinema na época. A Saga Crepúsculo se encerra, com A Saga Crepúsculo: Amanhecer - Parte 2[carece de fontes?].
Peter Jackson retorna para a direção de filmes sobre a Terra Média, com O Hobbit: Uma Jornada Inesperada.[carece de fontes?] É lançado Jogos Vorazes, filme que daria início a uma das franquias mais lucrativas da Lionsgate.[carece de fontes?]Amour, de Michael Haneke, vence a Palma de Ouro.

## 2013
Argo vence o Oscar de Melhor Filme, além do prêmio de Melhor Roteiro Adaptado. Despicable Me 2 o primeiro filme de sequela produzido pela Illumination Entertainment é lançado e supera Shrek 2 como o terceiro filme de animação de maior bilheteria da época. Frozen, considerado pela crítica como o melhor filme da Disney atualmente e atual nona maior bilheteria da história do cinema, é lançado. Homem de Ferro 3, atual décima maior bilheteria da história do cinema, é lançado. O Universo Estendido DC é iniciado, com Homem de Aço. Azul é A Cor Mais Quente vence a Palma de Ouro.

## 2014
12 Anos de Escravidão vence o Oscar de Melhor Filme, além outras duas estatuetas. A franquia O Hobbit é encerrada, com O Hobbit: A Batalha dos Cinco Exércitos.[carece de fontes?] São anunciados diversos Universos Compartilhados, pelas maiores produtoras de Hollywood. Transformers: A Era da Extinção se torna a maior bilheteria do ano. O Filme Lego, o primeiro filme de Warner Animation Group, é lançado. O Universo Cinematográfico Marvel supera a franquia Harry Potter nas bilheterias norte-americanas, com Capitão América 2: O Soldado Invernal. Winter Sleep vence a Palma de Ouro.

## 2015
Birdman ou (A Inesperada Virtude da Ignorância) vence o Oscar de Melhor Filme, além de outras 3 estatuetas. A franquia Jurassic Park é revivida com Jurassic World, atual quarta maior bilheteria da história do cinema. Velozes e Furiosos 7 se torna a atual sexta maior bilheteria da história do cinema. Vingadores: Era de Ultron se torna a sétima maior bilheteria da história do cinema. Minions torna-se o terceiro filme de animação a faturar US $ 1 bilhão em todo o mundo. A Pixar volta a produzir filmes originais após 3 anos produzindo somente continuações, com Divertida Mente. A franquia Star Wars retorna aos cinemas, com Star Wars: O Despertar da Força, atual terceira maior bilheteria da história do cinema e um dos únicos três filmes a ultrapassar a barreira de 2 bilhões de dólares. Os Dez Mandamentos, filme com maior audiência no Brasil, é lançado. Dheepan vence a Palma de Ouro.